# Tangerine (Seekabel)
Das Tangerine-Seekabel ist ein privates Telekommunikations-Seekabelsystem, welches im September 2000 in Betrieb genommen wurde und durch den Ärmelkanal verläuft. Es verbindet Belgien mit dem Vereinigten Königreich und ist im Besitz von Lumen Technologies.
Das Kabel besitzt eine Länge von 121 Kilometern und Landungspunkte in:
1. Broadstairs,  Vereinigtes Königreich
2. Ostende,  Belgien